# Tiina Lymi
Tiina Lymi, född 3 september 1971 i Tammerfors, är en finländsk skådespelare, regissör och manusförfattare.
Lymi debuterade som skådespelare 1993 med en roll i Akvariekärlek vilket gav henne en Jussistatyett för Bästa kvinnliga huvudroll. Hon har senare haft filmroller i bland annat Dödligt hjälpsam (2002), De oskiljaktiga (2008) och Mitt hjärta är finskt (2019).
År 2024 skrev och regisserade hon dramafilmen Stormskärs Maja som bygger på Anni Blomqvists böcker med samma namn. Filmen, som är den största svenskspråkiga filmproduktionen någonsin i Finland, blev en kassasuccé och mötte god kritik. Vid Jussigalan var Stormskärs Maja nominerad till nio priser varav den vann sju och Lymi utsågs till Bästa regi. År 2025 regisserade och skrev Lymi kriminalserien Queen of Fucking Everything.
År 2024 tilldelades Lymi Finlandspriset.